# Killer Instinct (demo)
Killer Instinct es la primera demo del grupo de thrash metal Violator, así como el primer material grabado por esta banda brasileña. Contiene cuatro canciones grabadas en concierto.

## Lista de canciones
1. The Battle of the Broken Heads
2. Killer Instinct
3. Slave Machine
4. Blind Legion

- Datos: Q5959672